# Maison Nelissen
Pour les articles homonymes, voir Nelissen.
La maison personnelle de l'architecte Arthur Nelissen, aussi connue sous le nom de Villa Beau-Site est un bâtiment Art nouveau situé au numéro 5 de l'avenue du Mont Kemmel à Forest, une des communes de Bruxelles, en Belgique.
Cette maison, qui fait face au parc de Forest, éclipse ses voisines par son exubérance formelle. Elle est réputée pour l'immense baie circulaire qui orne le premier étage de la façade : cette baie, typique de l'Art nouveau géométrique, est probablement la plus connue de Bruxelles avec celle de la Maison Saint-Cyr de Gustave Strauven.

## Historique
La maison a été construite en 1905 par Arthur Nelissen, un architecte éclectique d'origine néerlandaise dont l'activité s'est déroulée à Bruxelles.
Destinée à son propre usage, la maison était destinée à démontrer ses qualités d'architecte contemporain.

## Architecture

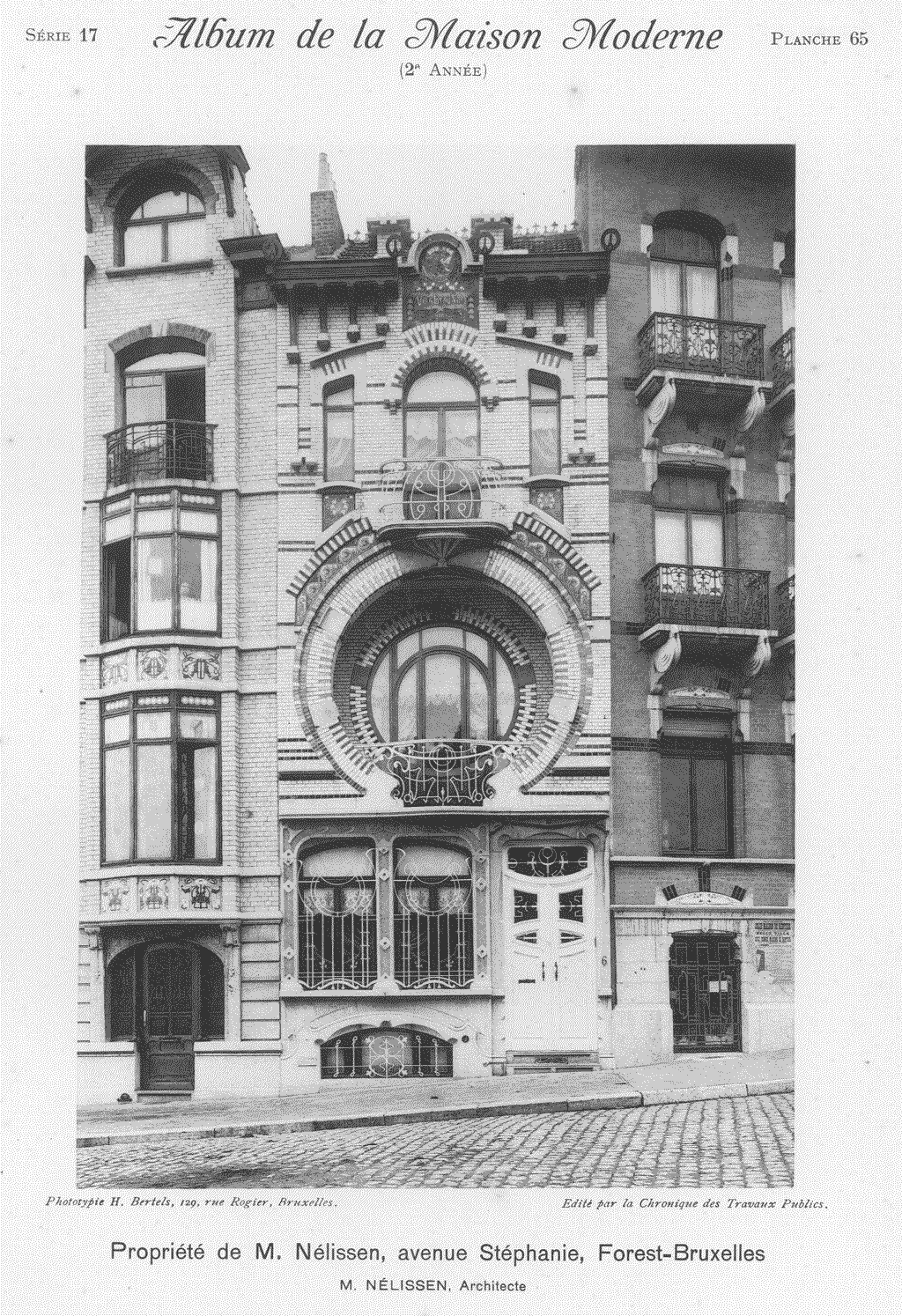
Photographie de la villa Beau-Site, propriété de Mr Nelissen, parue dans l'album de la maison moderne. Ca. 1911

### Le rez-de-chaussée
Le rez-de-chaussée se démarque du reste de la façade par le matériau utilisé : il est en effet entièrement réalisé en pierre bleue alors que le reste de la façade est réalisé en briques vernissées.
La porte de bois présente un encadrement en pierre bleue assez sophistiqué : ses piédroits présentent un grand chanfrein curviligne dans leur partie haute ainsi que trois chanfreins plus petits dans le bas, alternativement curvilignes et rectiligne.
À gauche de la porte, un large soupirail présente un bel encadrement en saillie, agrémenté de cinq chanfreins curvilignes, alternativement longs et cours.
Au-dessus de ce soupirail, le rez-de-chaussée est percé d'une grande baie géminée dont le linteau est orné de motifs végétaux typiques de la ligne en coup de fouet de l'Art nouveau floral alors que les grands fers forgés protégeant les fenêtres sont typiques de l'Art nouveau géométrique.

### Les étages

#### Maçonnerie
Séparés du rez-de-chaussée par un puissant cordon de pierre mouluré, les étages présentent une belle polychromie résultant de la combinaison de pierre bleue et de briques vernissées blanches, vertes et noires.

#### La baie circulaire
Au premier étage, une immense baie circulaire en forme d'arc outrepassé coupe littéralement la façade en deux. Comme le dit le Guide de Bruxelles XIXème et Art Nouveau, « ce motif interrompt un peu brutalement l'élévation de la façade dont la disposition tripartite, amorcée au rez-de-chaussée, reprend cependant au deuxième étage ».
Ses claveaux en pierre bleue alternent avec des briques vernissées noires et blanches qui évoquent les touches d'un piano. Ce grand arc outrepassé, ouvert sur l'extérieur, abrite un balcon avec balustrade en fer forgé, au fond duquel apparaît un deuxième arc outrepassé, entouré de deux cercles de briques blanches et vertes, qui constitue la porte-terrasse du salon. De part et d'autre de cette grande baie, la façade est striée de bandes combinant pierre bleue, briques blanches et briques vertes de façon variable.
La baie est surmontée de deux bas-reliefs blancs ornés de grappes de fleurs et de petites volutes rappelant les volutes de l'architecture baroque.

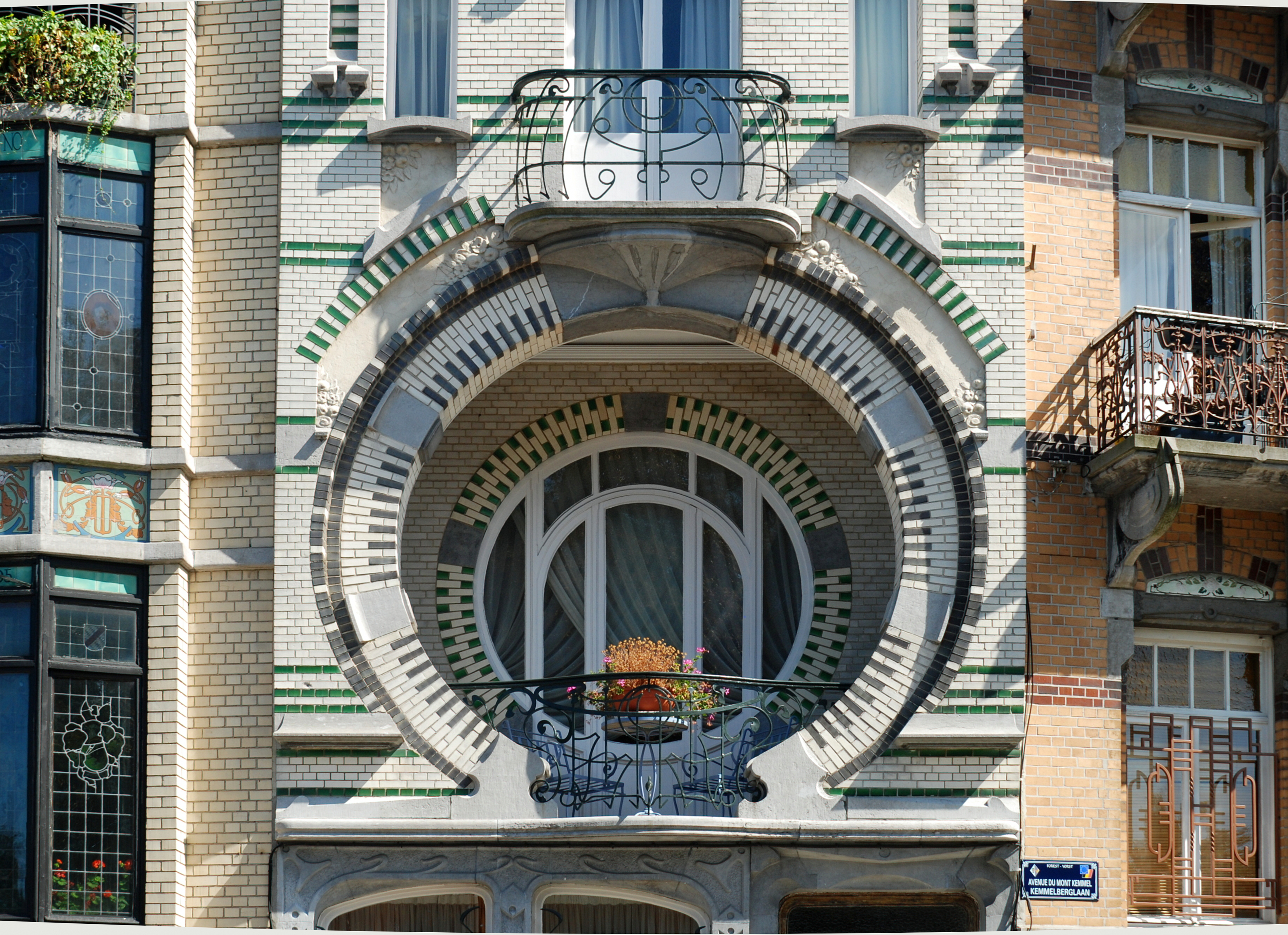
La baie du premier étage.
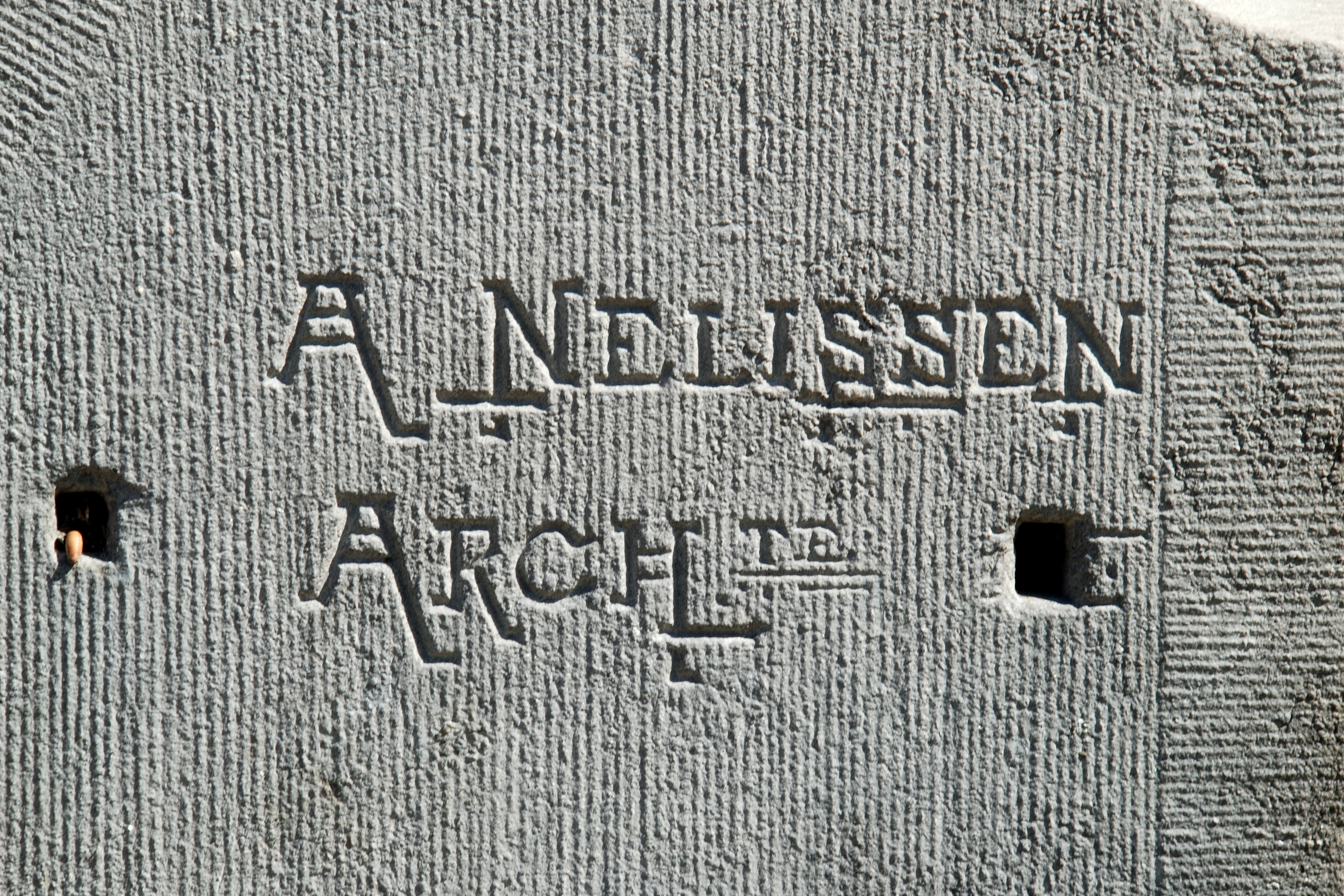
La signature de l'architecte.

#### Le deuxième étage
Le deuxième étage est percé d'un triplet. La baie centrale est une porte-fenêtre cintrée précédée d'un balcon en fer forgé d'un style Art nouveau géométrique très pur. Cette baie est surmontée d'un arc dont les claveaux sont constitués de briques vernissées vertes et blanches. De part et d'autre prennent place de fines baies surmontées d'un arc rampant, dont les allèges sont constituées de bas-reliefs ornés de grappes de fleurs.

### La corniche
La façade est couronnée par une corniche Art nouveau, interrompue en son centre par un arc outrepassé en pierre bleue qui fait écho à la baie du premier étage.
Les aisseliers de la corniche, de taille décroissante à cause des arcs rampants des fenêtres du deuxième étage, convergent vers un grand bas-relief central orné de grappes de fleurs et de fruits, logé sous l'arc outrepassé.